# Fluvitrygon kittipongi
Fluvitrygon kittipongi is een vissensoort uit de familie van de pijlstaartroggen (Dasyatidae). De wetenschappelijke naam van de soort is voor het eerst geldig gepubliceerd in 2005 door Vidthayanon & Roberts.